# مقاتل

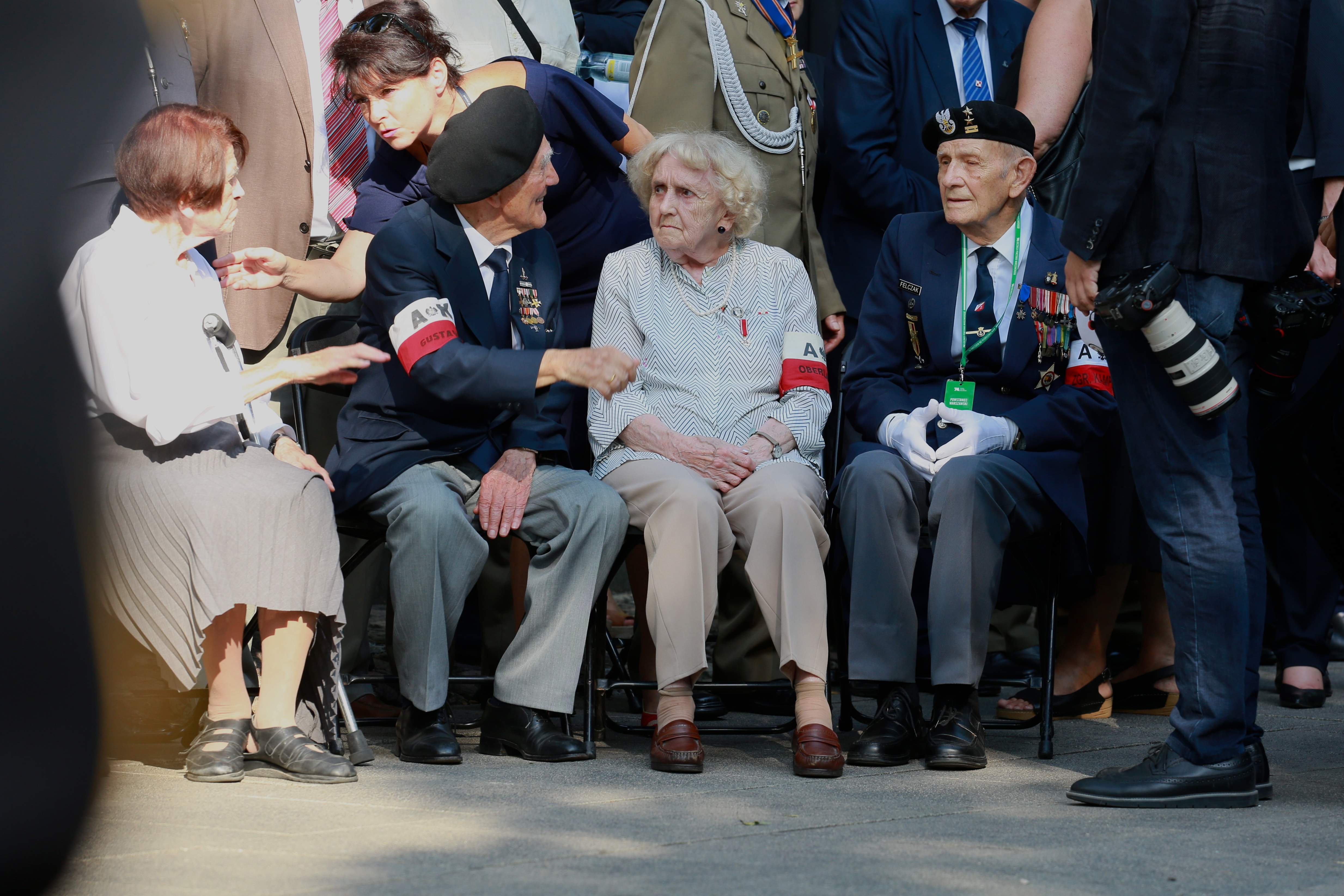

المقاتل هو مفهوم قانوني يعبر عن أحقية أحد الأفراد في المساهمة بعمليات عدائية خلال صراع دولي مسلح. ذُكر تعريف مصطلح «المقاتل» في المادة رقم 43 من البروتوكول الإضافي الأول لاتفاقيات جنيف عام 1949. تنص المادة على: «يعد أفراد القوات المسلحة الخاصة بأحد أطراف النزاع (فيما عدا أفراد الخدمات الطبية والوعاظ الذين تشملهم المادة 33 من الاتفاقية الثالثة) مقاتلين، بمعنى أن لهم الحق في المساهمة المباشرة في الأعمال العدائية.
وبالإضافة إلى امتلاك حق المساهمة في العمليات العدائية، فلدى المقاتلين حق اعتبارهم أسرى حرب عند أسرهم خلال صراع دولي مسلح.  فقد جاء في المادة 44 ما يلي: «يلتزم جميع المقاتلين بقواعد القانون الدولي التي تطبق في المنازعات المسلحة، بيد أن مخالفة هذه الأحكام لا تحرم المقاتل حقه في أن يعد مقاتلا، أو أن يعد أسير حرب إذا ما وقع في قبضة الخصم».

## أصحاب الامتيازات من المقاتلين
تؤهل التصنيفات الآتي ذكرها المقاتل لاعتباره أسير حرب عند أسره:
1. أفراد القوات المسلحة الخاصة بأحد أطراف النزاع، وكذلك أفراد الميليشيات وفيالق المتطوعين التي تشكل جزءا من مثل هذه القوات المسلحة.
2. أفراد الميليشيات الأخرى وأفراد الفيالق المتطوعة الأخر، بما في ذلك حركات المقاومة المنظمة، التي تنتمي إلى طرف من أطراف النزاع وتجري عملياتها داخل أو خارج منطقتها الخاصة، حتى لو كانت تلك المنطقة محتلة، وذلك في حال استيفائهم الشروط التالية:
  - أن يعملوا تحت قيادة مسؤولة عن تابعيها.
  - أن تكون لديهم إشارة محددة ومميزة يمكن تمييزها عن بعد.
  - أن يحملوا السلاح بشكل علني.
  - أن يجروا عملياتهم بما يوافق قوانين وأعراف الحرب.
3. أفراد القوات المسلحة النظامية الذين يدينون بالولاء لحكومة أو سلطة غير معترف بها من قبل القوى المعادية.
4. سكان إحدى المناطق غير المحتلة الذين يتسلحون من تلقاء أنفسهم ليقاوموا قوى عدو محتل يقترب منهم، والذين لم يكن لديهم الوقت ليشكلوا أنفسهم في وحدات قوات مسلحة نظامية، شريطة ان يحملوا السلاح علانية وأن يحترموا قوانين وأعراف الحرب.

بالنسبة للبلدان التي وقعت على البروتوكول الإضافي لاتفاقيات جنيف في 12 من أغسطس 1949، والمتعلق بحماية ضحايا النزاعات الدولية المسلحة (البروتوكول الأول)، فإن المقاتلين الذين لا يرتدون علامة مميزة يظلون معتبرين كأسرى حرب إذا كانوا يحملون السلاح علانية أثناء الاشتباكات العسكرية، وعندما يكونون مرئيين للعدو عندما ينتشرون لشن هجوم ضدهم.

## المقاتلون المحرومون من الامتيازات
هناك العديد من تصنيفات المقاتلين الذين لا يصنفون كمقاتلين ذوي امتيازات:
- المقاتلون الذين كانوا ليملكوا امتيازات لولا انتهاكهم قوانين وأعراف الحرب (كالتظاهر بالاستسلام أو الإصابة، أو قتل المقاتلين الأعداء الذين أعلنوا استسلامهم).
- الجواسيس، المرتزقة،[4] الجنود الأطفال، والمدنيون الذين اشتركوا في القتال ولم يقعوا ضمن التصنيفات التي تم ذكرها في القسم السابق (على سبيل المثال، يصنف سكان إحدى المناطق غير المحتلة، الذين يتسلحون من تلقاء أنفسهم ليقاوموا قوى عدو محتل يقترب منهم، على أنهم مقاتلون ذوي امتيازات).[5][6]

إذا كان هناك أي شك في ما إذا كان شخص ما يستفيد من صفة المقاتل، فيجب أن يتم أسره كأسير حرب حتى يتم عرضه على محكمة مختصة (المادة 5 من اتفاقية جنيف الثالثة) للبت في القضية.
معظم المقاتلين غير المؤهلين للحماية بموجب اتفاقية جنيف الثالثة يفعلون ذلك بموجب اتفاقية جنيف الرابعة، والتي تختص بالمدنيين، وذلك إلى أن يقدموا إلى محاكمة عادلة ونظامية. وإذا وجد أحدهم مذنبا في محاكمة نظامية، فإنه يتلقى العقوبة بموجب القوانين المدنية للقوى المُحتَجزة.